# جيلبرت شيريوت
جيلبرت شيريوت (من مواليد 24 يوليو 1984) هو حكم مساعد كرة قدم كيني.
كان حكما في دوري كينيا الممتاز منذ عام 2008 وحكما مدرجا في قائمة الفيفا منذ عام 2013.

## النشأة
ولد شيرويوت في جناح ليمبوس كيبتويم في دائرة موغوتيو ، الواقعة في مقاطعة بارينغو.
تدرب كحكم في عام 2006 ، وبدأ بإدارة بطولات كرة القدم المحلية في القرية ، وترقى إلى البطولات الإقليمية ، الدوري الوطني الممتاز وفي النهاية مباريات الدوري الكيني الممتاز لكرة القدم.

## مسيرته

### عمله كحكم
بدأت مسيرة شيرويوت التحكيمية في عام 2008. في عام 2013 ، انضم إلى الدوري الكيني الممتاز وفي عام 2013 تم إدراجه كحكم مساعد لدى الفيفا.
شغل منصب الحكم المساعد الأول والثاني في العديد من بطولات كاف وفيفا، مثل تصفيات كأس العالم 2014 و2022 و2026 ، الألعاب الأولمبية الصيفية 2020, 2019، 2019 و2023 كأس الأمم الإفريقية, وكأس الأمم الإفريقية تحت 20 سنة 2017 
منذ عام 2018 ، أدار شيرويوت عددا من مباريات دوري أبطال إفريقيا ، وتم اختياره كحكم مساعد في كأس الأمم الإفريقية 2021 وكأس الأمم الإفريقية 2023 التي أقيمت في الكاميرون وساحل العاج على التوالي.

## روابط خارجية
- Kenya - G. Cheruiyot - Soccerway statistics